# Arthonia infectans
Arthonia infectans är en lavart som beskrevs av Egea & Torrente. Arthonia infectans ingår i släktet Arthonia och familjen Arthoniaceae.   Inga underarter finns listade i Catalogue of Life.